# Češnjice pri Trebelnem
Češnjice pri Trebelnem este o localitate din comuna Mokronog - Trebelno, Slovenia, cu o populație de 95 de locuitori.